# Перехресна ентропія
У теорії інформації перехресна ентропія між двома розподілами ймовірності {\displaystyle p} та {\displaystyle q} над спільним простором подій вимірює середню кількість біт, необхідних для впізнання події з простору подій, якщо схема кодування, що використовується, базується на розподілі ймовірностей {\displaystyle q}, замість «істинного» розподілу {\displaystyle p}.

## Визначення
Перехресна ентропія двох розподілів {\displaystyle p} і {\displaystyle q} на тому самому ймовірнісному просторі визначається наступним чином:
{\displaystyle \mathrm {H} (p,q)=\mathrm {E} _{p}[-\log q]}.
Вираз можна переформулювати за допомогою {\displaystyle D_{\mathrm {KL} }(p||q)} — дивергенції Кульбака — Лейблера від {\displaystyle q} до {\displaystyle p} (також відома як відносна ентропія {\displaystyle p} відносно {\displaystyle q})
{\displaystyle \mathrm {H} (p,q)=\mathrm {H} (p)+D_{\mathrm {KL} }(p\|q)\!},
де {\displaystyle H(p)} — ентропія {\displaystyle p}.
Для дискретного випадку {\displaystyle p} і {\displaystyle q} над одним і тим же носієм {\displaystyle {\mathcal {X}}} це значить, що
| {\displaystyle H(p,q)=-\sum _{x\in {\mathcal {X}}}p(x)\,\log q(x)} | \| \| \| \| \| \| \| \| | (Рів. 1) |
|                                                                    |                         |          |
|                                                                    |                         |          |

Для неперервного розподілу аналогічна ситуація. Ми припускаємо, що {\displaystyle p} та {\displaystyle q} абсолютно неперервні відносно деякої міри {\displaystyle r} (зазвичай {\displaystyle r} є мірою Лебега на борелевій σ-алгебрі). Нехай {\displaystyle P} та {\displaystyle Q} будуть функціями густини ймовірностей {\displaystyle p} та {\displaystyle q} відносно {\displaystyle r}. Тоді
| {\displaystyle H(p,q)=-\int _{\mathcal {X}}P(x)\,\log Q(x)\,dr(x)} | \| \| \| \| \| \| \| \| | (Рів.2) |
|                                                                    |                         |         |
|                                                                    |                         |         |

NB: Запис {\displaystyle \mathrm {H} (p,q)} іноді використовується як для перехресної ентропії, так і для спільної ентропії {\displaystyle p} і {\displaystyle q}.

## Мінімізація перехресної ентропії
Мінімізація перехресної ентропії часто використовується під час оптимізації та для оцінки імовірностей рідкісних випадків.

## Застосування у машинному навчанні
У контексті машинного навчання перехресна ентропія  — це міра похибки для задачі багатокласової класифікації. Зазвичай «істинний» розподіл (той, якому намагається відповідати алгоритм машинного навчання) виражається в термінах унітарного кодування.
Наприклад, припустимо, що для конкретного навчального екземпляра справжньою міткою є B з можливих міток A, B і C. Таким чином, унітарний розподіл для цього навчального екземпляра буде:
| Pr(Class A) | Pr(Class B) | Pr(Class C) |
| ----------- | ----------- | ----------- |
| 0.0         | 1.0         | 0.0         |

Ми можемо інтерпретувати наведений вище істинний розподіл так, що навчальний екземпляр має 0% ймовірності бути класом A, 100% ймовірності бути класом B і 0% ймовірністю бути класом C.
Тепер припустимо, що алгоритм машинного навчання прогнозує такий розподіл ймовірностей:
| Pr(Class A) | Pr(Class B) | Pr(Class C) |
| ----------- | ----------- | ----------- |
| 0.10        | 0.70        | 0.20        |

Наскільки близький прогнозований розподіл до справжнього? Саме це визначає перехресна ентропія, якщо її обрано як функцію втрати. Застосуємо формулу (Рів. 1):
{\displaystyle H(p,q)=-(0.0*\ln(0.1)+1.0*\ln(0.7)+0.0*\ln(0.2))=-\ln(0.7)\approx 0.36}